# Castles II: Siege and Conquest
Castles II: Siege and Conquest è un videogioco strategico sviluppato da Quicksilver Software e pubblicato da Interplay nel 1992 per Macintosh, Amiga e MS-DOS. Castles II: Siege and Conquest è il seguito di Castles.

## Modalità di gioco
Il giocatore prende controllo di uno dei cinque nobili disponibili (Albion, Valois, Anjou, Aragon, Burgundy), al fine di conquistare il titolo di Re di Francia; oltre ai nobili compaiono anche tre territori controllati dal Papato. Il giocatore, a seconda del nobile scelto, può iniziare il gioco in uno dei 36 territori della mappa; ogni territorio è fornito di una delle quattro risorse: oro, legname, ferro o cibo. I giocatori possono raccogliere le risorse soltanto nei territori da loro controllati. Inizialmente, il giocatore può eseguire soltanto un'attività per volta per ciascuna delle tre categorie di attività esistenti: amministrativa (raccogliere risorse e costruire castelli), militare (reclutare un esercito, costruire macchine d'assedio, attaccare, fare polizia) e politica (inviare esploratori, mercanti, diplomatici e spie). Più attività per tipo si eseguono e più punti si guadagnano, arrivato a quota cinque, il giocatore potrà occuparsi di due attività per volta.
I turni di gioco rappresentano giorni e scorrono lentamente in tempo reale, ma il tempo si ferma ogni volta che il giocatore apre un menù o gli viene richiesto di compiere una scelta. Le attività richiedono in genere molti giorni e non succede nulla finché non sono complete o subentra qualche evento esterno, perciò è possibile accelerare lo scorrere dei giorni a comando. Anche le battaglie sono in tempo reale, ma il tempo si può fermare a piacimento.
Il gameplay include scoprire territori sconosciuti, conquistarli, costruire castelli per prevenire rivolte, crescere un esercito, sfamarlo, pagarlo e, eventualmente, reclamare il titolo di Re. Il Papa potrà decidere se concedere o no il titolo di Re, a seconda della forza del giocatore e degli altri quattro nobili gestiti dal computer. La diplomazia permette al giocatore di mantenere buoni i rapporti con gli altri nobili e il Papa, proteggendolo dai loro attacchi. In alternativa, il giocatore può decidere di conquistare tutti i territori (compresi quelli del Papa) e vincere.
La caratteristica principale di Castles II: Siege and Conquest è la possibilità di creare e salvare differenti castelli con forme a piacimento. I castelli hanno un punteggio che determina quanto tempo occorre per costruirlo, questo dipende dal numero delle mura e delle torri; i castelli più grandi sono più difficili da conquistare o distruggere, questo aiuta a respingere gli attacchi e a prevenire rivolte, infatti il popolo si rivolterà se non ci sarà un castello da almeno 100 punti dopo un certo periodo di tempo.
L'esercito include: fanteria, arcieri e cavalieri, tutti costano una differente risorsa; la grandezza di un esercito che può essere raggiunta dipende dal numero di territori e castelli in possesso al giocatore. Ogni sei mesi, l'esercito richiede cibo e oro in proporzione alla sua grandezza.

## Versione CD-ROM
È stata pubblicata una versione CD del gioco con un video sulla storia dei vari castelli dell'Europa. Questo video è presentato da uno storico.
Questo CD-ROM presenta anche una colonna sonora composta da un'intera orchestra.